# انرژی مایکرو
انرژی مایکرو (انگلیسی: Energy Micro) شرکت الکترونیک نروژی است، که در سال ۲۰۰۷ تأسیس شد.